# Benjamin Sheares
Benjamin Henry Sheares là Tổng thống thứ hai của Singapore.
Sheares nghỉ hưu năm 1960 và hoạt động trong lĩnh vực tư nhân trước khi được quốc hội bầu làm Tổng thống bởi sau khi Tổng thống Yusof Ishak qua đời vào 23 tháng 11 năm 1970. Ông làm Tổng thống trong 3 nhiệm kỳ từ 2 tháng 1 năm 1971 đến khi ông mất vào 12 tháng 5 năm 1981. Cầu Benjamin Sheares và ký túc xá Sheares ở Đại học Quốc gia Singapore được đặt tên của ông.

## Tiểu sử
Benjamin Sheares sinh ra trong một gia đình có gốc Á-Âu và Anh 6 người con ở Singapore. Bố của ông là Edwin H. Sheares, một cán bộ giám sát của Cục Công trình Công cộng, sinh ở Anh và lớn lên ở Ấn Độ. Edwin sau đó di cư sang Penang và cưới người vợ sinh ra ở Singapore tên là Lilian Gómez, bà là người gốc Tây Ban Nha và người Singapore gốc Hoa, và họ có sáu con, người con cả chết lúc còn trẻ thơ. Gia cảnh họ khó khăn do đồng lương của họ thấp.